# Șieu (gmina w okręgu Bistrița-Năsăud)
Șieu – gmina w Rumunii, w okręgu Bistrița-Năsăud. Obejmuje miejscowości Ardan, Posmuș, Șieu i Șoimuș. W 2011 roku liczyła 2827 mieszkańców.